# شیارساز استخوان

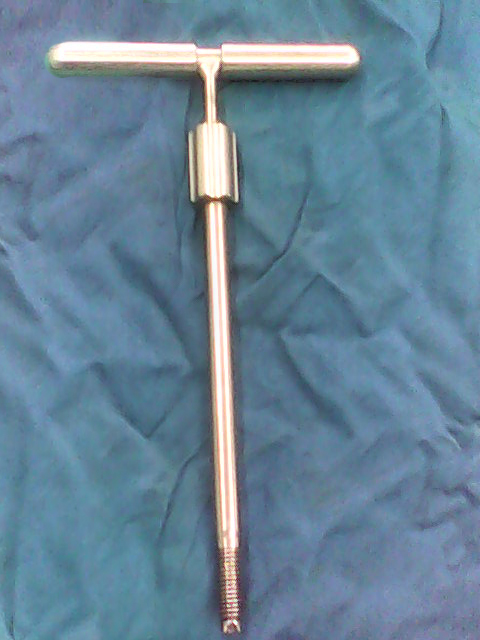
Bonetap

شیار ساز یا مجرا ساز استخوانی (به انگلیسی: Bone tap) یکی از ابزارهای جراحی است که برای ایجاد شیار درون  سوراخ‌هایی که توسط دریل روی استخوان فرد بیمار ایجاد می‌شود، به کار می‌رود. با این کار پیچ به راحتی درون استخوان ثابت می‌شود .